# Arrigo Sacchi
Arrigo Sacchi (01 tháng 4 năm 1946 tại Fusignano) là huấn luyện viên bóng đá người Ý. Ông từng làm huấn luyện viên cho đội tuyển bóng đá quốc gia Ý từ 1991-1996 và 2 lần huấn luyện cho câu lạc bộ AC Milan vào các năm 1987-1991 và 1996-1997.
Sacchi chưa bao giờ chơi bóng đá chuyên nghiệp. Trước khi trở thành huấn luyện viên bóng đá, ông là một người bán giày và chơi bóng cho vài câu lạc bộ nghiệp dư.
Sự nghiệp huấn luyện của ông thành công nhất khi ở Milan. Cúp vô địch đầu tiên của ông với câu lạc bộ Milan là Scudetto năm 1988, tiếp đó là siêu cúp Ý năm 1989. Đỉnh cao là ông giành được 2 cúp C1 vào các năm 1989 và 1990, siêu cup châu Âu và cup liên lục địa năm 1990 và 1991. Khi là huấn luyện viên đội bóng đá quốc gia Ý, ông đã giúp Ý lọt vào được trận chung kết World Cup 1994 nhưng đã bị thua đội tuyển Brasil trên chấm 11m.
Sacchi cũng từng huấn luyện cho câu lạc bộ Parma của Ý (1985-1987 và 2001), Atlético Madrid (1998-1999). Tháng 12 năm 2004, ông được bổ nhiệm làm giám đốc kỹ thuật của Real Madrid, thay cho Jorge Valdano. Tuy nhiên sau khi Real Madrid có huấn luyện viên mới Vanderlei Luxemburgo, CLB có kết quả không tốt sau trận thua kình địch F.C. Barcelona 0-3 trên sân nhà thì ông đã từ chức để nhường chỗ cho Predrag Mijatović.

## Danh hiệu

### Câu lạc bộ
Parma
- Serie C1 (1): 1985–86

Milan
- Serie A (1): 1987–88
- Supercoppa Italiana (1): 1988
- European Champion Clubs' Cup (2): 1988–89, 1989–90
- UEFA Super Cup (2): 1989, 1990
- Intercontinental Cup (2): 1989, 1990

### Quốc tế
Ý
- World Cup: Á quân 1994

### Cá nhân
- Seminatore d'Oro: 1988, 1989
- Huấn luyện viên của năm - Giải thưởng Bóng đá Thế giới: năm 1989[4]
- Thứ 3 trong danh sách "Huấn luyện viên xuất sắc nhất mọi thời đại" do Tạp chí Bóng đá Pháp bình chọn: năm 2019[5]
- Thứ 6 trong danh sách "Huấn luyện viên xuất sắc nhất mọi thời đại" do Tạp chí Bóng đá Thế giới bình chọn: năm 2013[6][7]
- Thứ 6 trong danh sách "Huấn luyện viên xuất sắc nhất mọi thời đại" do ESPN FC bình chọn: năm 2013[8]
- "Huấn luyện viên của năm" - Giải thưởng Bóng đá Châu Âu (Sepp Herberger): năm 1989
- Huấn luyện viên của mùa bóng (Bóng đá Châu Âu): 1989–90
- Sảnh Danh vọng Bóng đá Italia: 2011[9]